# Cimet
Le Cimet ou Cemet est un sommet (3 020 m) du massif du Pelat dans les Alpes-de-Haute-Provence, en (France).

## Histoire
Dans la nuit du 1er au 2 septembre 1953, un Lockheed Constellation d'Air France venant de l'aéroport de Paris-Orly et à destination de Saïgon s'écrase contre le sommet du Cimet ; 42 victimes sont à déplorer. Une croix en métal a été érigée 350 m à l'ouest du sommet ainsi qu'une plaque en marbre au hameau de Fours-Saint Laurent.